# والتر فينك
والتر فينك (بالألمانية: Walter Fink)‏ هو موسيقي ألماني، ولد في 16 أغسطس 1930 في فيسبادن في ألمانيا، وتوفي في 13 أبريل 2018.